# Orientpiplärka
Orientpiplärka (Anthus rufulus) är en asiatisk tätting i familjen ärlor.

## Kännetecken

### Utseende
Orientpiplärkan är en 15 centimeter lång piplärka med väl streckat bröst, långa ben men relativt kort stjärt. Ovansidan är gråbrun med rätt måttlig eller svag streckning. Den liknar större piplärka, men är mindre, har avvikande läte samt rätt svag och fladdrig flykt. Även fältpiplärkan är lik, men orientpiplärkan har till skillnad från denna ljus tygel och varm ingefärsbeige anstrykning på bröst och flanker (fältpiplärkan är mer enhetligt gräddvit).

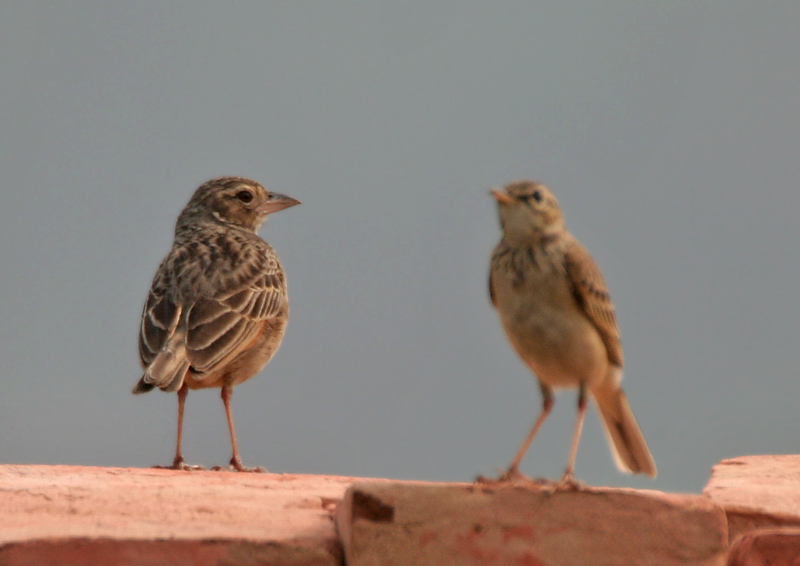
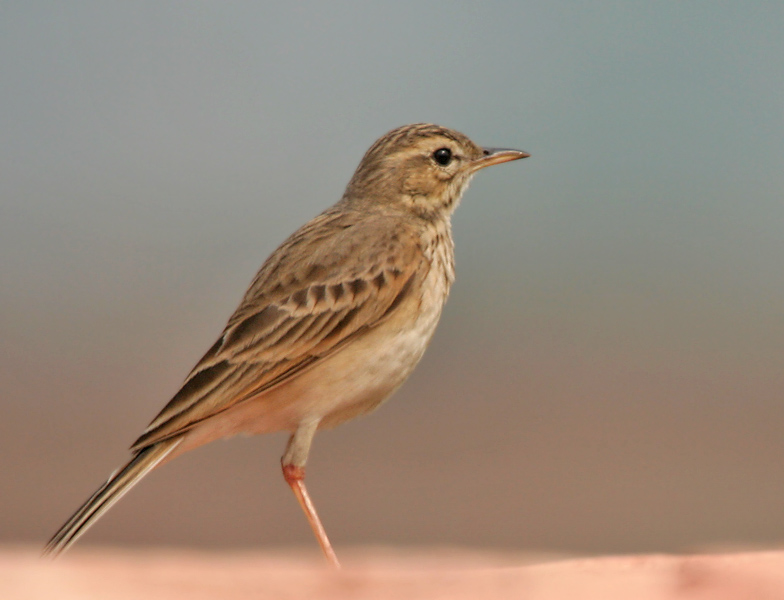
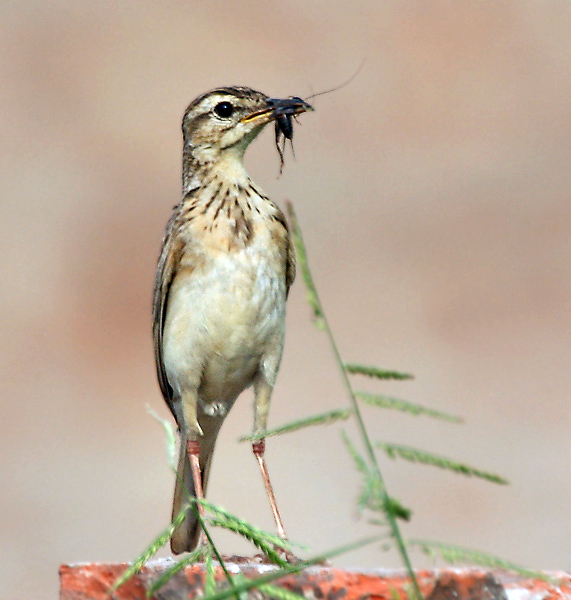
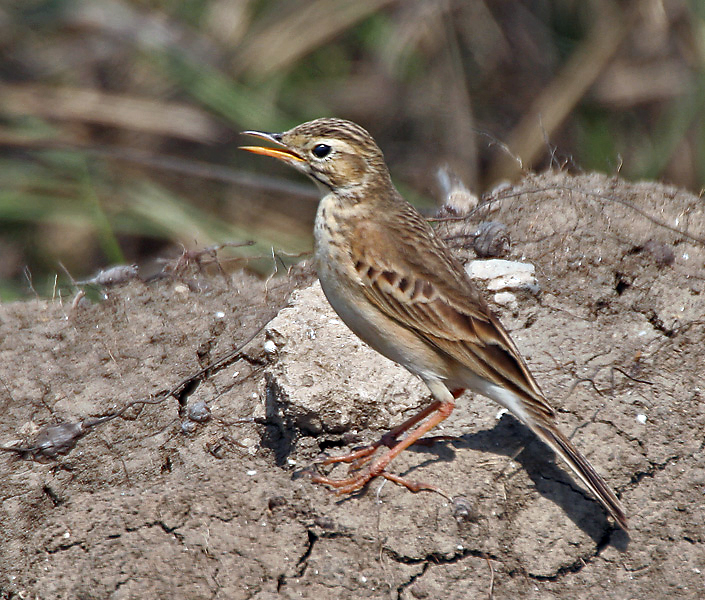

### Läte
Flyktlätet är ett tjipp-tjipp-tjipp, väl skilt från större piplärkans. Sången utförs i flykten, en rosslig drill eller serie med svaga tsiip.

## Utbredning och systematik
Orientpiplärka har en vid utbredning från Indien österut till Filippinerna och söderut till Timor. Den delas in i sex underarter med följande utbredning:
- Anthus rufulus waitei – nordvästra Indiska subkontinenten
- Anthus rufulus rufulus – Indiska subkontinenten, till södra Kina, Indokina
- Anthus rufulus malayensis – sydvästligaste Indien, Sri Lanka, Malackahalvön, Stora Sundaöarna, södra Indokina
- Anthus rufulus lugubris – Filippinerna, Palawan och eventuellt norra Borneo
- Anthus rufulus albidus – Sulawesi, Bali och västra Små Sundaöarna (Lombok till Sumba)
- Anthus rufulus medius – östra Små Sundaöarna (Sawu, Timor, Roti, Kisar, Leti, Moa, Sermata)

Underarten waitei inkluderas ofta i nominatformen.
Två fynd har även gjorts i Iran, märkligt nog på två helt olika lokaler men samma datum: 12 december 2010.. Ytterligare ett fynd gjordes i Förenade Arabemiraten i november 2017. I november 2019 upptäcktes en piplärka i engelska Cornwall som senare artbestämdes till orientpiplärka efter DNA-studier, vilket gör det till det första fyndet i Europa. Det har senare bedömts att den troligen inte nått Storbritannien på naturlig väg.

### Släktestillhörighet
DNA-studier visar att arterna i släktet Anthus inte står varandra närmast, där typarten för släktet ängspiplärkan står närmare piplärkorna i Macronyx än orientpiplärka och dess närmaste släktingar (bland andra fältpiplärka, mongolpiplärka och långnäbbad piplärka). Det medför att orientpiplärka antingen kommer föras till ett annat släkte i framtiden, eller att Macronyx inkluderas i Anthus. Inga större taxonomiska auktoriteter har dock ännu implementerat dessa nya forskningsresultat.

## Levnadssätt
Orientpiplärkan förekommer i kortvuxen gräsmark och odlingsbygd, även flygplatser och risfält. Den lever huvudsakligen av insekter och deras larver. Fågeln häckar från mars till juli, tillfälligtvis till september, på norra Indiska halvön, på Sri Lanka januari till juli och på andra ställen under torrsäsongen november-januari.

## Status och hot
Arten har ett stort utbredningsområde och en stor population med stabil utveckling och tros inte vara utsatt för något substantiellt hot. Utifrån dessa kriterier kategoriserar internationella naturvårdsunionen IUCN arten som livskraftig (LC). Världspopulationen har inte uppskattats men den beskrivs som vanlig i större delen av sitt utbredningsområde, dock ovanlig eller endast lokalt vanlig i Wallacea.